# Raphicerus campestris
Raphicerus campestris sau antilopa comună este o antilopă mică care se găsește în principal în sudul și estul Africii. Aria sa de răspândire se întinde din Angola până în Zambia, Mozambic, Kenya și Tanzania.

## Taxonomie
Deși au fost descrise cel puțin douăzeci și patru de subspecii, doar două sunt general acceptate:
- Raphicerus campestris campestris Thunberg, 1811 – în Africa de Sud
- Raphicerus campestris neumanni Matschie, 1894 – în Africa de Est

## Descriere

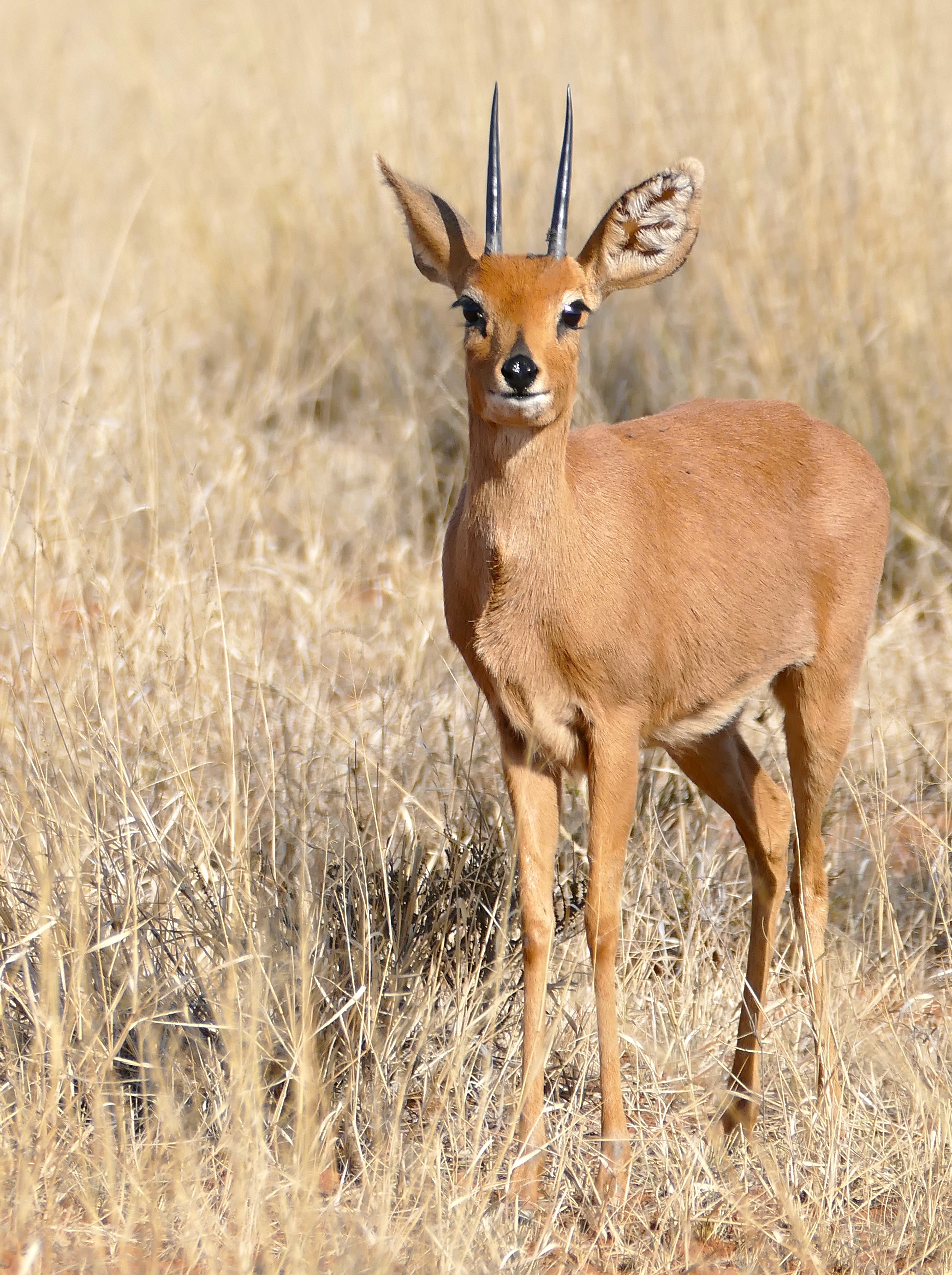
Mascul Raphicerus campestris

Raphicerus campestris sau antilopa comună este foarte asemănătoare ca aspect cu Ourebia ourebi și cu antilopa de tufiș (Sylvicapra grimmia). Ca și celelalte antilope pitice, această specie este mică, cu o lungime a corpului de 70-95 cm, o înălțime la greabăn de 45-60 cm și o greutate corporală de 7-16 kg. Coada este scurtă și abia vizibilă, măsurând doar 4-6 centimetri. Picioarele sunt destul de lungi, iar gâtul este ținut drept, spre deosebire de Duiker. 
Urechile antilopei comune sunt extrem de mari și acoperite cu blană albă. Un petic negru în formă de V pe podul nasului este singurul model de pe cap. Ochii mari și întunecați sunt încadrați de pielea închisă la culoare și de un inel de peri albi în exterior. Masculii au coarne drepte, netede, paralele, lungi de 7-19 cm. 
Culoarea blănii variază în funcție de habitat: poate fi palidă, maro-gălbuie, roșu aprins sau chiar cenușie pe spate, în timp ce burta, interiorul picioarelor și partea inferioară a cozii sunt întotdeauna albe. Între cele două culori diferite ale corpului există o tranziție clară. Spre deosebire de celelalte două specii de Raphicerus, antilopa cenușie comună nu are fire de păr alb pe spate, care îi conferă un aspect „cenușiu”.

## Comportament
Antilopele comune sunt de obicei active în timpul zilei și al nopții; cu toate acestea, în perioadele mai calde, se odihnesc la umbră în timpul căldurii zilei. Timpul petrecut noaptea hrănindu-se crește în sezonul uscat. În timp ce se odihnesc, se ocupă cu toaletarea, rumegă sau au perioade scurte de somn.

### Hrană
Regimul lor alimentar constă în principal din lăstari de la diverse arbuști și copaci (de exemplu, salcâm, arbori de mâl, Ziziphus sp., Bridelia sp., Colophospermum sp.), dar uneori mănâncă și iarbă proaspăt răsărită, fructe și rădăcini și tuberculi săpați. Necesarul lor de apă este acoperit în principal de hrana lor și nu au nevoie să bea regulat.

### Reproducere
Antilopele comune sunt de obicei solitare, cu excepția cazurilor în care o pereche se întâlnește pentru împerechere. Cu toate acestea, s-a sugerat că perechile ocupă teritorii alăturate în timp ce trăiesc independent, rămânând în contact prin intermediul marcajelor olfactive, astfel încât să știe unde se află partenerul lor în cea mai mare parte a timpului. Marcajul olfactiv se realizează în principal prin intermediul depozitelor de excremente. Teritoriile variază de la 4 hectare la 1 kilometru pătrat. Masculul este agresiv în timpul estrului femelei, angajându-se în demonstrații cu masculii rivali.
Reproducerea are loc pe tot parcursul anului, deși mai mulți pui se nasc în perioada noiembrie-decembrie; unele femele se pot reproduce de două ori pe an. Perioada de gestație este de aproximativ 170 de zile și, de obicei, se naște un singur pui. Puiul este ținut ascuns în vegetație timp de 2 săptămâni, dar este alăptat timp de 3 luni. Femelele devin mature sexual la 6-8 luni, iar masculii la 9 luni.
Se știe că antilopa comună trăiește 7 ani sau mai mult.

## Galerie

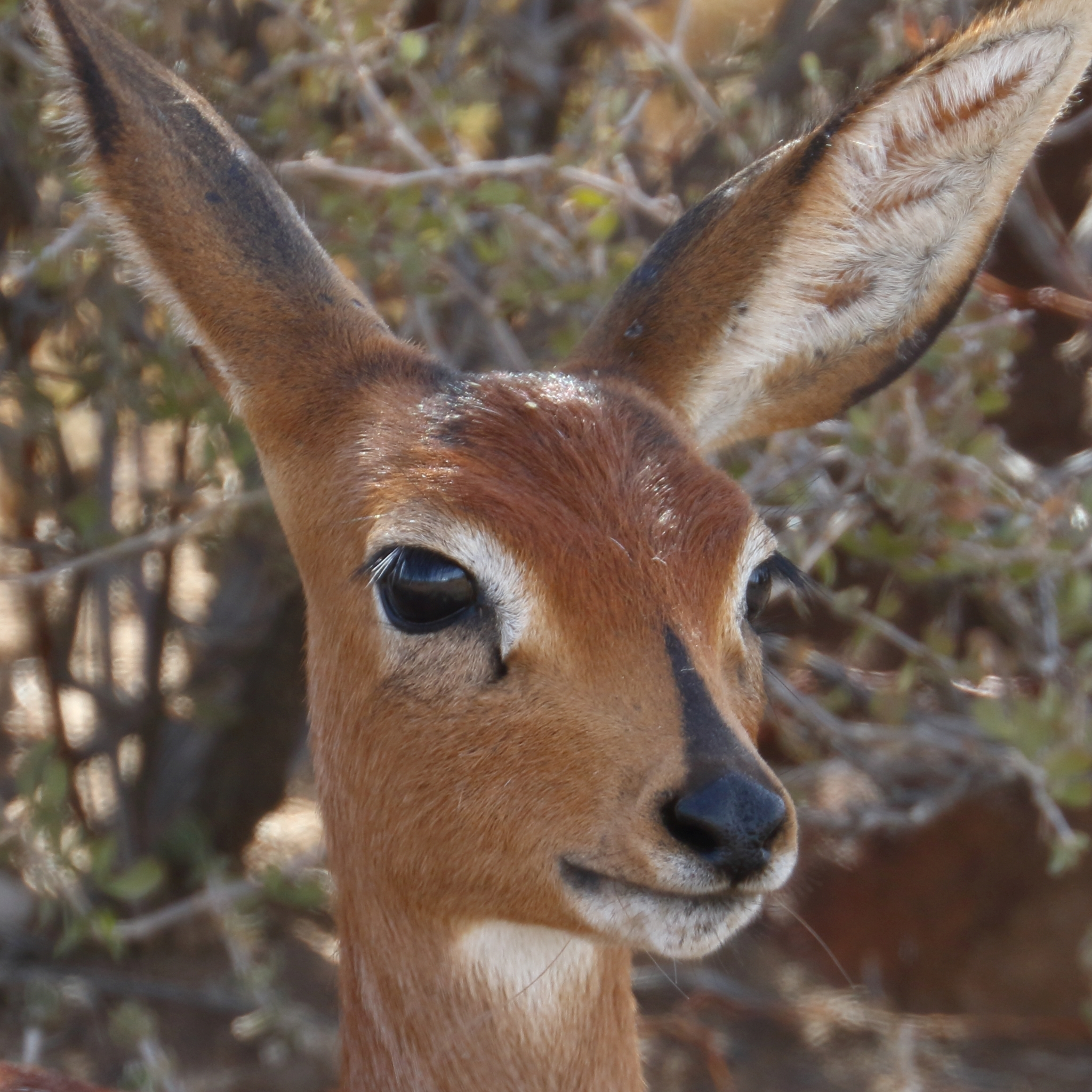
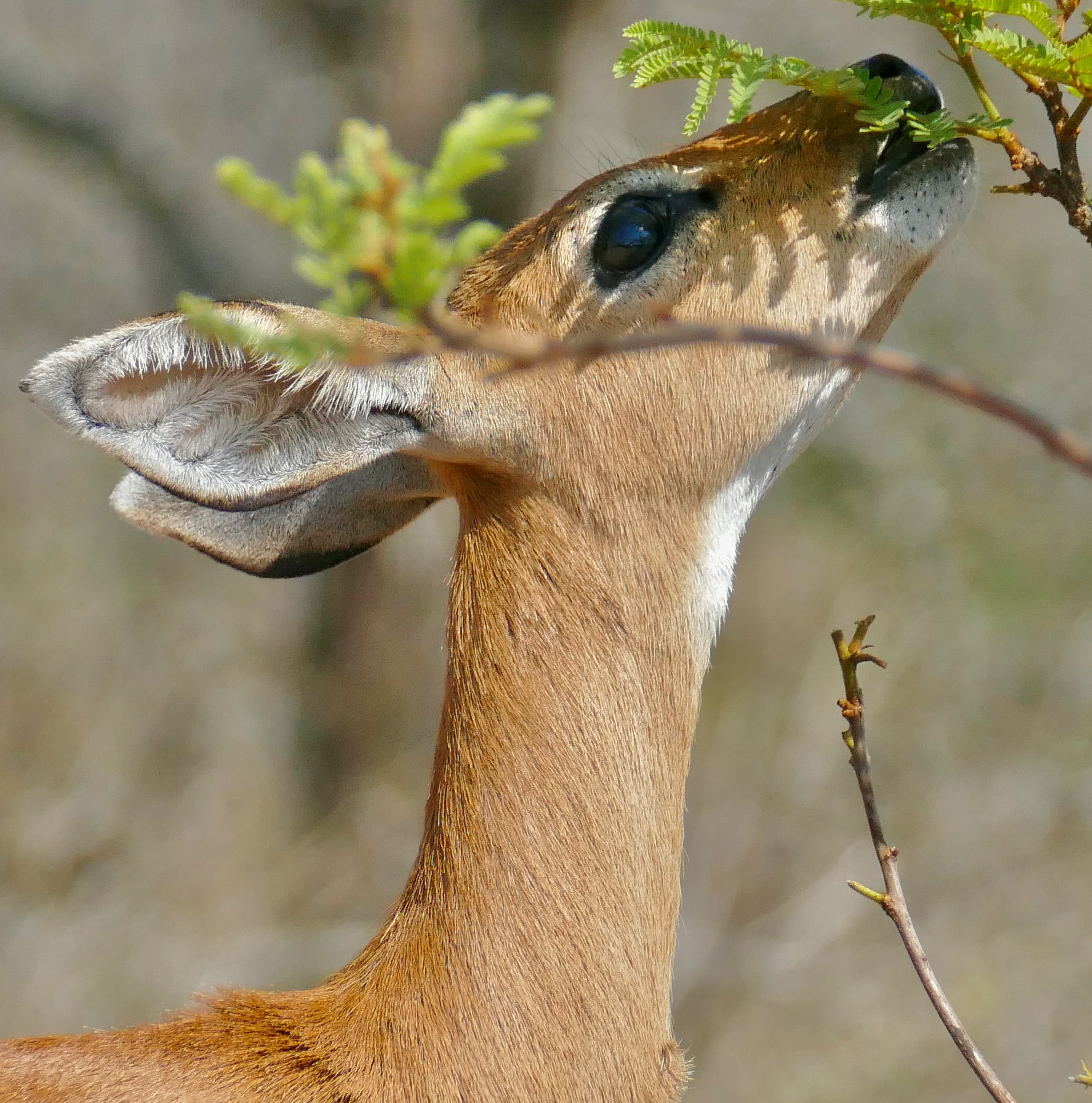
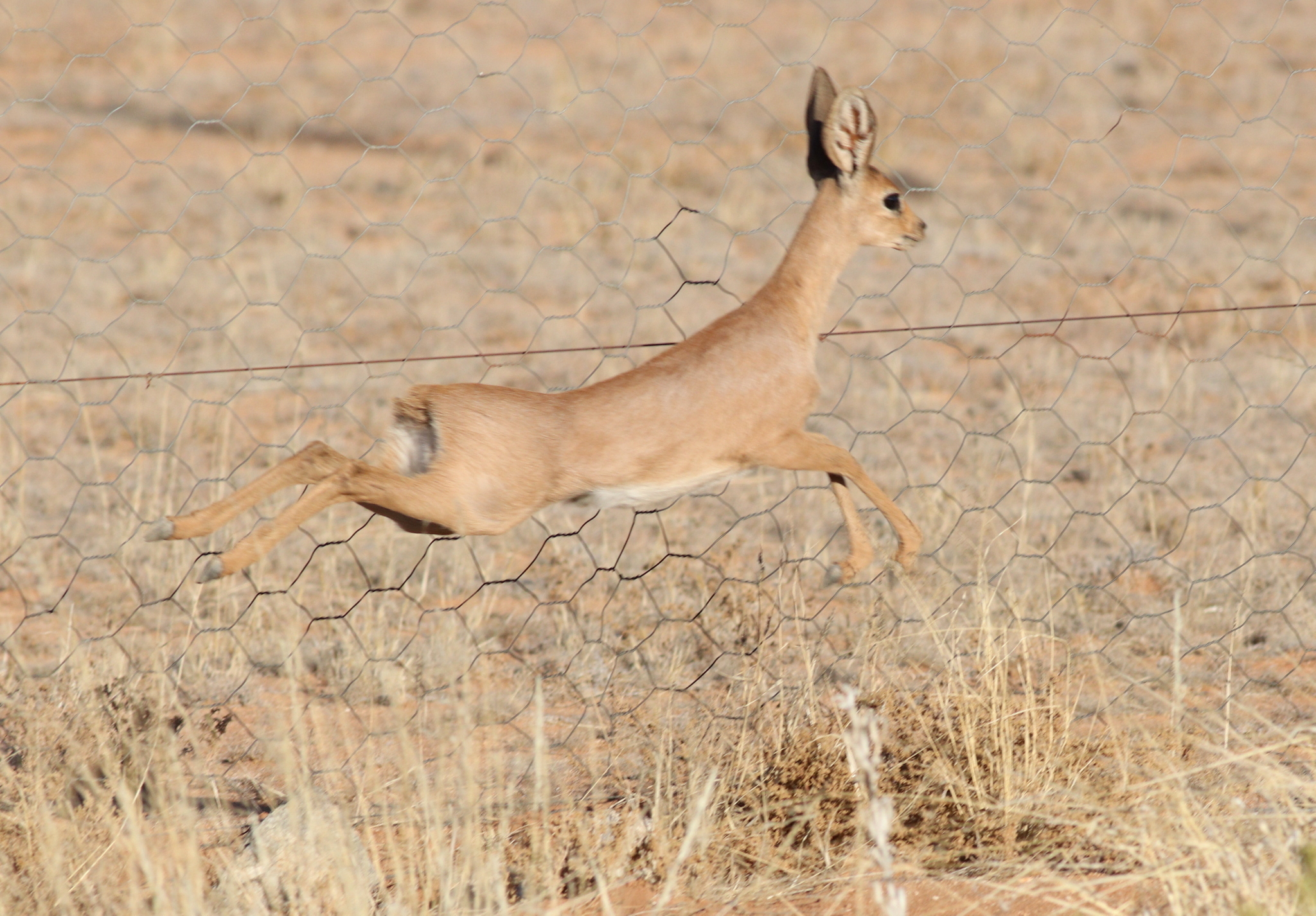
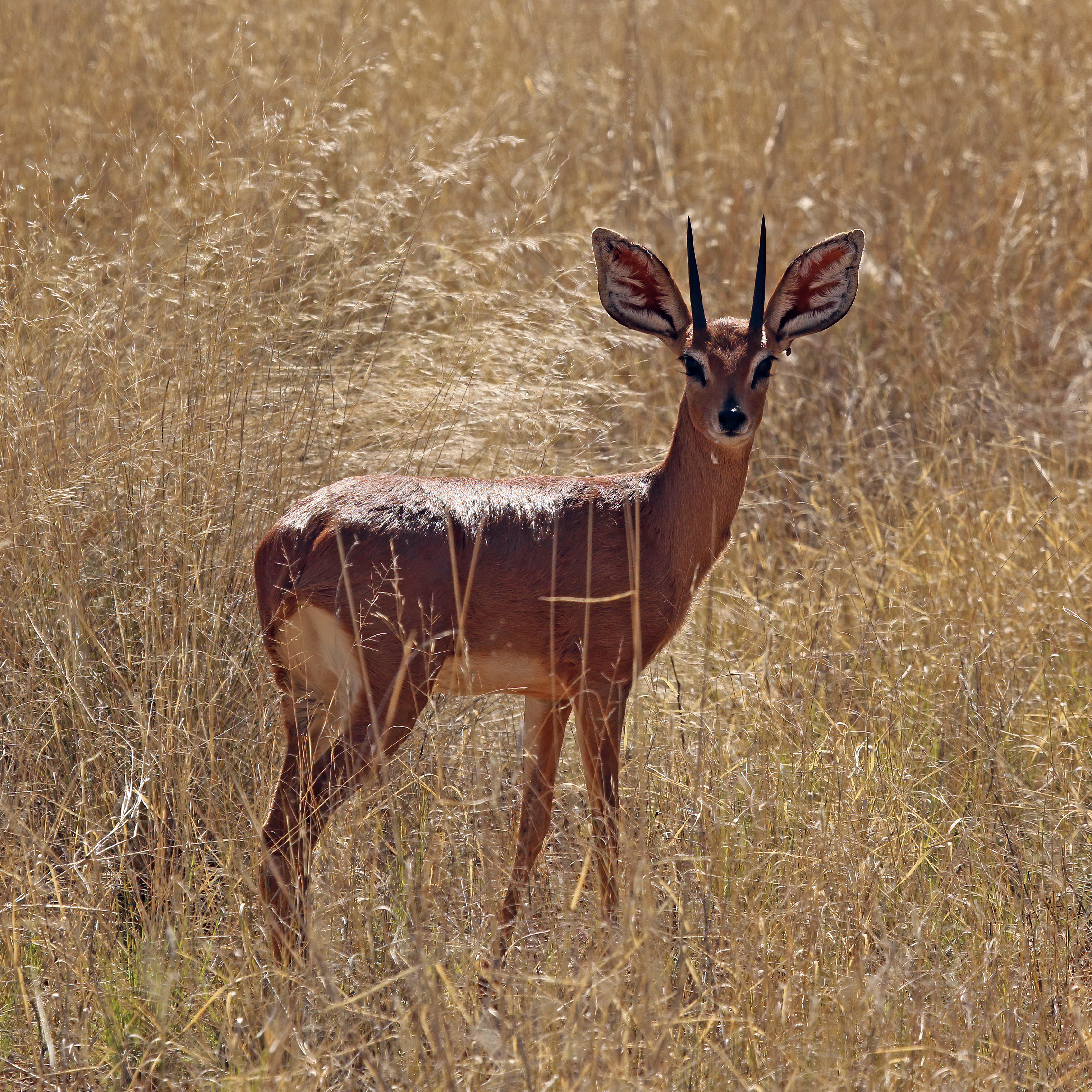